# 薩利納斯河 (危地馬拉)
薩利納斯河（西班牙語：Río Salinas）是危地馬拉的河流，河道全長113公里，發源自韋韋特南戈省和基切省的高地，屬於烏蘇馬辛塔河的支流，最終注入墨西哥灣。

## 外部連結
- Map of Guatemala including the river